# Агафонников, Игорь Германович
Игорь Германович Агафонников (3 сентября 1932 — 26 марта 2005) — советский и российский хоровой дирижёр, профессор, педагог, народный артист РСФСР (1984), полковник.

## Биография
Родился в семье регента Германа Николаевича Агафонникова (г. Подольск Московской области); его дед — протоиерей Николай Агафонников, Архиерейским собором 2000 года причисленный к лику святых.
Окончил дирижерско-хоровое отделение Музыкального училища при Московской консерватории в 1953 году и Московскую государственную консерваторию в 1958 году по классу хорового дирижирования (профессор В. П. Мухин).
С 1958 г. — хормейстер Большого театра СССР. В 1980—1987 гг. — художественный руководитель и главный дирижёр Государственного академического русского хора СССР.
С 1987 по 1994 год — художественный руководитель и главный дирижёр дважды Краснознамённого орденоносного академического ансамбля песни и пляски имени А. В. Александрова. В эти же годы был хормейстером музыкального театра Станиславского и Немировича-Данченко, преподавал дирижирование в музыкальном училище при Московской консерватории.
С 1994 года — профессор Московской консерватории, с 1995 года — преподавал в МГМК им. Шнитке; один из основателей мужского хора Издательского совета Московской Патриархии.
Игорь Германович Агафонников скончался 26 марта 2005 года. Похоронен в городе Подольске Московской области.